# 入野佳子
入野 佳子（いりの よしこ、1977年5月26日 - ）は、日本の女優、モデル。本名 酒元佳子。兵庫県出身。

## 出演

### CM
- バレンタインジャンボ宝くじ　販売員役
- しまむら　CLOSSY with美Tシャツ、with美パンツ
- 章栄不動産
- スギ薬局「プリエクラ」
- 新日本製薬「SP クリアエッセンス」
- 明治安田生命 Jリーグ 2018シーズン編
- すき家
- アース製薬 アースレッド
- J:COM
- 中越クリーンサービス
- ラクシー
- ヴィレッタの杜
- 大手前大学 家族篇
- 長沼静きもの学院
- コカコーラ　いろはす
- USJ
- M・Jewelry
- 菊正宗
- 土佐鶴
- ダイレクトテレショップ（HOTBELT／NEOTEX）

### テレビドラマ
- 月曜名作劇場
  - 「十津川警部シリーズ7」（2018年） - 松井由加
- 推理作家・池加代子「殺しのシナリオ」（2012年） - 梶晴香
- 交渉人2
- 女刑事みずき2
- 夜桜お染
- ヨメ、代行はじめました
- 徳川家康と三人の女
- 新・ミナミの帝王　第6話
- Destiny 第4話（2024年） - 野木由美

### 映画
- 大奥
- 交渉人 THE MOVIE タイムリミット高度10,000mの頭脳戦
- 人間失格

### テレビ
- 朝日放送「おはよう朝日です」トレンドリポーター
- 関西テレビ「K.I.P!」
- SUN-TV 「痛快！遊び100%」
- テレビ大阪「ボランティア21」司会アシスタント